# Arbejdernes internationale kampdag
Arbejdernes internationale kampdag fejres hvert år den 1. maj med demonstrationer i de største byer. Den 1. maj er for nogle en halv til en hel fridag, og andre har ikke fri. Dette bestemmes af de overenskomster der er imellem arbejdstager og arbejdsgiver.
Tanken om at bruge en proletarisk dag som middel til opnåelse af otte timers arbejdsdag opstod først i Australien. Allerede i 1856 besluttede landets arbejdere at holde en fridag med møder og festligheder som manifestation til fordel for otte-timers-arbejdsdagen. De valgte den 21. april til denne festdag. Til at begynde med tænkte de australske arbejdere kun på at holde den fest i 1856, men denne første festdag gjorde et så stærkt indtryk på det australske proletariat ved den opmuntring og agitation, som kom til udtryk, at de besluttede at gentage festen hvert år.
De amerikanske arbejdere var de første til at følge eksemplet. De fastslog i 1886, at 1. maj skulle være dagen, hvor alt arbejde skulle standses. På denne dag forlod 200.000 arbejdere deres arbejde og krævede otte-timers-arbejdsdag. Regeringens forfølgelse forhindrede i nogle år en gentagelse af denne manifestation. Men i 1889 valgtes den 1. maj 1890 som dato for den årlige festdag.
I enkelte danske kommuner er 1.maj en obligatorisk fridag for skolerne. Dette gælder eksempelvis Københavns Kommune.